# Onthophagus pupillatus
Onthophagus pupillatus es una especie de insecto del género Onthophagus, familia Scarabaeidae, orden Coleoptera.

Fue descrita científicamente por Kolbe en 1886.